# Tête du Rouget
La Tête du Rouget (3.418 m s.l.m.) è una montagna del Massiccio degli Écrins che si trova nel dipartimento francese dell'Isère.

## Caratteristiche
Si trova nel massiccio del Soreiller. Ai suoi piedi vi è il Refuge du Soreiller.
Il nome Rouget deriva dal colore rossastro del granito di cui la montagna è composta.

## Salita alla vetta
La prima ascensione avvenuta attraverso la cresta nord risale al 23 luglio 1877 ad opera di E. Boileau de Castelnau con Pierre Gaspard padre e figlio.